# Паза, Симоне
Симоне Паза (итал. Simone Pasa; 21 января 1994, Монтебеллуна, Италия) — итальянский футболист, полузащитник клуба «Читтаделла». Выступал в юношеской сборной Италии.
Родился в семье футболиста Даниэле Пазы, игравшего в молодости за «Удинезе».
Воспитанник «Интера», под руководством Андреа Страмаччони выиграл молодёжный чемпионат Италии и NextGen Series. В основном составе дебютировал в Лиге Европы в декабре 2012 (против «Нефтчи»), в Серии А впервые вышел на замену в мае 2013 г. против «Наполи». Вскоре был арендован клубом серии B «Варезе». В начале 2014 г. игроком интересовалась «Венеция», но в итоге футболист отправился в «Падову» в обмен на Тревора Тревизана. Затем Симоне играл за клубы третьего дивизиона «Прато» и «Порденоне».
Летом 2016 года Роберто Вентурато пригласил Пазу в «Читтаделлу», только что поднявшуюся в Серию B.
Паза может играть как у своих ворот, так и на середине поля.